# 市道186号 (台湾)
市道186号（しどう186ごう）は、高雄市永安区維新から同市大樹区を結ぶ、全長34.351kmの台湾の市道である。台19甲線と台22線のそれぞれと重複区間がある。

## 通過する自治体
- 高雄市
  - 永安区
  - 岡山区
  - 燕巣区
  - 大社区
  - 仁武区
  - 大樹区

## 接続する道路
- 台17線
- 台19甲線
- 台19甲線
- 国道1号（インターチェンジ）
- 台22線
- 台22線
- 市道186甲線
- 国道10号（インターチェンジ）
- 台29線

## 施設
- 前峰国民中学校
- 兆湘国民小学校
- 岡山インターチェンジ
- 安招国民小学校
- 燕巣国民中学校
- 義守大学燕巣分校
- 仁武高級中学
- 仁武インターチェンジ

## 支線

### 甲線
市道186号甲線（しどう186ごうこうせん）は、高雄市大社区から同市大樹区を結ぶ、全長12.558kmの台湾の市道である。

#### 通過する自治体
- 高雄市
  - 大社区
  - 仁武区
  - 大樹区

#### 接続する道路
- 市道186号
- 国道10号（高架橋に下の道路）
- 台29線

#### 施設
- 大社国中学校
- 義守大学本部
- 渓埔国中学校

## 歴史
2013年、高雄県が高雄市に合併されることに伴い、市道186線・市道186甲線に改名される。